# Орлов (Саратовская область)
Орлов — хутор в Тепловском муниципальном образовании Новобурасского района Саратовской области.

## География
Находится на расстоянии примерно 23 километра на юг от районного центра поселка Новые Бурасы. Составляет несколько дворов.

## Население
Хутор не был учтен по переписи 2002 года, так и по переписи 2010 года.